# Capela de São Miguel (Macau)

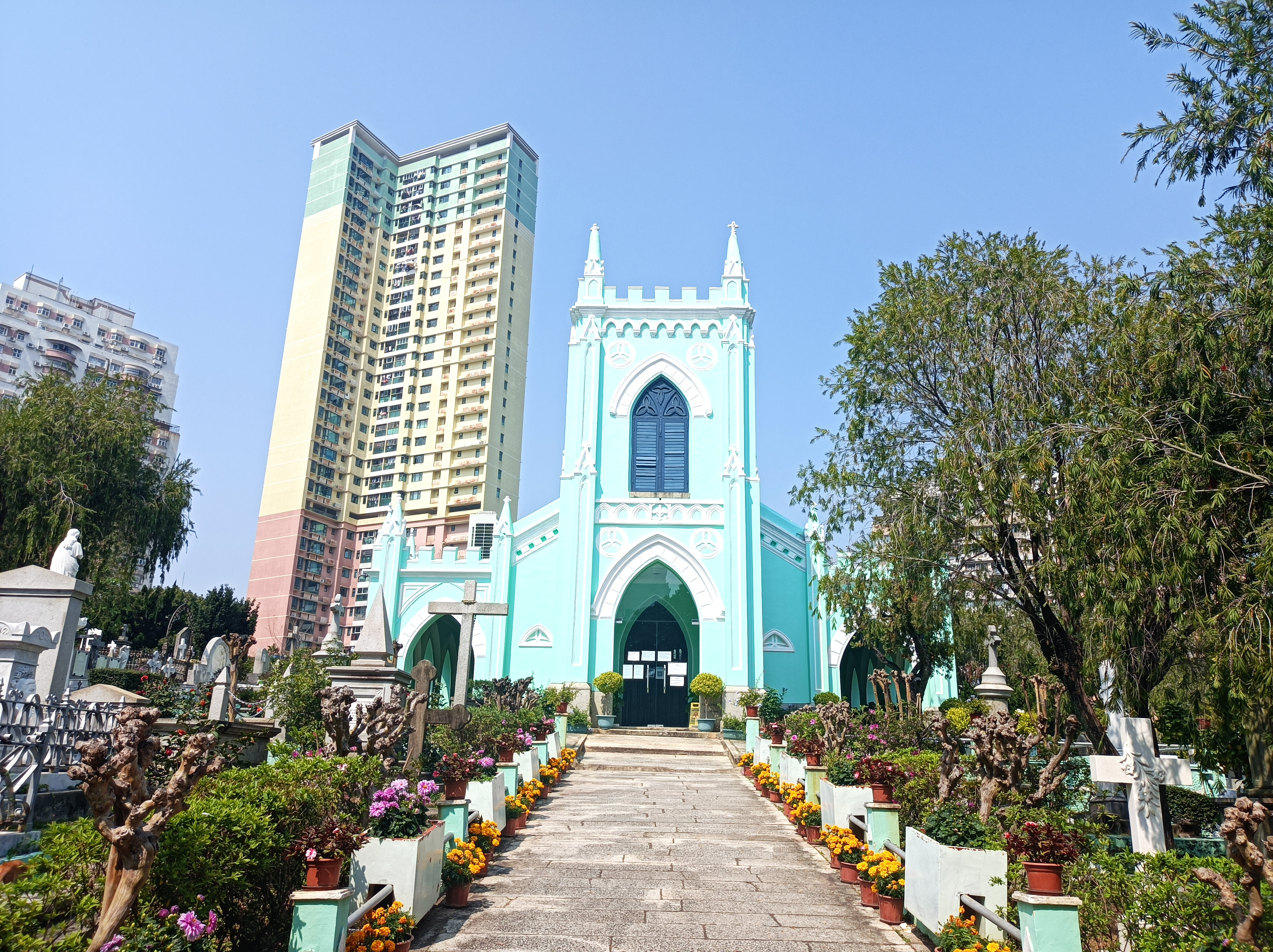
A Capela de São Miguel

A Capela de São Miguel foi construída em 1875, no cemitério católico do Arcanjo S. Miguel, com o objectivo de efectuar os ritos católicos funerários daqueles que iam ser sepultados neste cemitério. Esta pequena capela é um dos edifícios mais bem conservados em Macau. O exterior está pintado a verde e branco. Um vitral filtra luz colorida para o interior da capela.